# Paul Medhurst
Paul Medhurst (* 12. September 1953 in Scunthorpe; † 26. September 2009 in Gent) war ein britisch-neuseeländischer Radrennfahrer und nationaler Meister im Radsport.

## Sportliche Laufbahn
Medhurst hatte die britische und die neuseeländische Staatsbürgerschaft. Er war als Bahnradsportler aktiv, bestritt aber auch Straßenrennen.
Er war Teilnehmer der Olympischen Sommerspiele 1976 in Montreal. Dort startete er im 1000-Meter-Zeitfahren und belegte beim Sieg von Klaus-Jürgen Grünke den 19. Platz.
1975 siegte er in der nationalen Meisterschaft im Sprint vor Dave Rowe und im Tandemrennen mit Geoff Cooke. 1976 gewann er den Titel im Zweier-Mannschaftsfahren mit Steve Heffernan als Partner. Er gewann die Golden Wheel Trophy in London und wurde Zweiter der Tandemmeisterschaft. Bei den Commonwealth Games 1974 gewann er Bronze im Tandemrennen für Neuseeland. Er gewann 1976 das Rennen The Golden Wheel, ein traditionsreiches internationales Bahnrennen in London.
Nach Olympia wurde er 1976 Berufsfahrer und blieb bis 1989 aktiv. 1977 wurde er Zweiter im Eintagesrennen London–York über 310 Kilometer hinter Phil Edwards. Mit diesem Ergebnis wurde er zugleich Vize-Meister der Profis. 1978 wurde er Vize-Meister im Bahnsprint der Profis hinter dem Sieger Ian Hallam. Medhurst bestritt als Profi häufig Sechstagerennen. Er konnte 1981 in Launceton in Australien mit Wayne Hildred und in Melbourne mit John Trevorrow gewinnen. 1985 siegte er in der nationalen Meisterschaft im Straßenrennen in Neuseeland vor Peter Cox.